# Кшижувки (Лодзинське воєводство)
Кшижувки (пол. Krzyżówki) — село в Польщі, у гміні Щерцув Белхатовського повіту Лодзинського воєводства.
У 1975—1998 роках село належало до Пйотрковського воєводства.